# Notylia obtusa
Notylia obtusa är en orkidéart som beskrevs av Rudolf Schlechter. Notylia obtusa ingår i släktet Notylia och familjen orkidéer.
Artens utbredningsområde är Colombia. Inga underarter finns listade i Catalogue of Life.